# Wien Geiselbergstraße
Wien Geiselbergstraße – przystanek kolejowy w Wiedniu, w Austrii. Znajduje się tu 1 peron.